# 치료 목록
다음은 의료적 치료 유형 목록으로, 여기에는 전통의학과 대체의학이 포함된다.
- 지압
- 침술
- 동물 매개 치료
- 항혈청 치료
- 아로마테라피
- 예술 치료
- 자폐 장애 치료
- 생체치료
- 세포 치료
- 화학요법
- 식치
- 카이로프랙틱 치료
- 부항
- 전기 경련 요법
- 트랜스젠더 호르몬 치료 (MTF)
- 유전자 치료
- 호르몬 대체요법
- 고압산소요법
- 면역요법
- 정맥 주사
- 광선 치료
- 리튬 치료
- 수기치료
- 트랜스젠더 호르몬 치료 (FTM)
- 마사지 치료
- 마음챙김
- 음악 치료
- 작업치료
- 경구수액
- 산소 흡입
- 완화치료
- 동물 매개 치료
- 파지 요법
- 광선 치료
- 물리치료
- 화학요법
- 양성자 치료
- 방사선 치료
- 항혈청 치료
- 표적 치료
- 트랜스젠더 호르몬 치료
- 요료법

## 같이 보기
- 공중보건